# Barragem de Queimadela
A barragem de Queimadela localiza-se nas freguesias de Monte e Queimadela e Revelhe, no município de Fafe, distrito de Braga, Portugal. Situa-se no rio Vizela. A barragem entrou em funcionamento em 1993.

## Barragem
É uma barragem de gravidade em betão com uma altura de 21 m acima do terreno natural e um comprimento de coroamento de 95,5 m. Possui uma capacidade de descarga máxima de .. (descarga de fundo) + 180 (descarregador de cheias) m³/s.

## Albufeira
A albufeira da barragem apresenta uma superfície inundável ao NPA (Nível Pleno de Armazenamento) de 0,11 km² e tem uma capacidade total de 1,1 Mio. m³ (capacidade útil de 0,87 Mio. m³). As cotas de água na albufeira são: NPA de 386 metros, NMC (Nível Máximo de Cheia) de 388,5 metros e NME (Nível Mínimo de Exploração) de .. metros.